# Estación de Las Rosas
Las Rosas es una estación de la línea 2 del Metro de Madrid, situada en la intersección del paseo de Ginebra con la calle Suecia, en el barrio de Rosas (distrito San Blas-Canillejas).
La inauguración de la estación tuvo lugar el 16 de marzo de 2011.

## Accesos
Vestíbulo Las Rosas
- Paseo de Ginebra C/ Suecia, 44
- Ascensor Pº Ginebra, 35

## Líneas y conexiones

### Metro
| línea | estación >             | cabecera >>    |
| ----- | ---------------------- | -------------- |
|       | Avenida de Guadalajara | Cuatro Caminos |

### Autobuses
| Diurnos   |                |                                             |
| Línea     | Destino        | Parada                                      |
| 153       | Mar de Cristal | 1072 GINEBRA-SUECIA                         |
| 38        | Las Rosas      | 4399 GINEBRA-SUECIA                         |
| 140       | Canillejas     | 4411 METRO LAS ROSAS (C/ Suecia-Pº Ginebra) |
| 153       | Las Rosas      | 4411 METRO LAS ROSAS (C/ Suecia-Pº Ginebra) |
| E2        | Las Rosas      | 4411 METRO LAS ROSAS (C/ Suecia-Pº Ginebra) |
| 140       | Pavones        | 4412 METRO LAS ROSAS (C/ Suecia-Pº Ginebra) |
| E2        | Felipe II      | 4412 METRO LAS ROSAS (C/ Suecia-Pº Ginebra) |
| 38        | Manuel Becerra | 4451 LAS ROSAS (Cabecera Pº Ginebra)        |
| Nocturnos |                |                                             |
| Línea     | Destino        | Parada                                      |
| N6        | El Cañaveral   | 1070 LAS ROSAS (Paseo de Ginebra)           |
| N6        | Cibeles        | 4451 LAS ROSAS (Paseo de Ginebra)           |